# Arrows FA1
Az Arrows FA1 egy Formula–1-es versenyautó, amelyet az Arrows csapat versenyeztetett az 1978-as Formula–1 világbajnokság első felében. Pilótái Riccardo Patrese és Rolf Stommelen voltak.

## Áttekintés
Az autó tulajdonképpen egy Shadow DN9 volt, amit Tony Southgate tervezett a Shadow csapatnak, amikor még a konzultánsuk volt. Southgate tévedésből azt hitte, hogy mivel a csapattal sosem állt munkaviszonyban, ezért a tervek az ő szellemi tulajdonát képezik. Az Arrows ugyancsak tévedésben volt, amikor ez alapján megépítették az első autójukat.
Miután a Shadow óvást jelentet be ellene, a londoni bíróság megállapította, hogy a két autó között valóban több mint 70 százalék a hasonlóság. Mivel gyakorlatilag bizonyossá vált, hogy a pert el fogják bukni, az Arrows gyorsan építtetett egy új autót, az A1-est, amelyet nyomban az ítélethirdetés után már be is tudtak vetni, így egyetlen versenyről sem maradtak le.

## Eredmények
| Év   | Csapat             | Motor             | Gumik | Pilóták          | 1   | 2   | 3   | 4   | 5   | 6   | 7   | 8   | 9   | 10  | 11  | 12  | 13  | 14  | 15  | 16  | Pontok | Helyezés |
| ---- | ------------------ | ----------------- | ----- | ---------------- | --- | --- | --- | --- | --- | --- | --- | --- | --- | --- | --- | --- | --- | --- | --- | --- | ------ | -------- |
| 1978 | Arrows Racing Team | Ford Cosworth DFV | G     |                  | ARG | BRA | RSA | USW | MON | BEL | ESP | SWE | FRA | GBR | GER | AUT | NED | ITA | USA | CAN | 11*    | 10.*     |
| 1978 | Arrows Racing Team | Ford Cosworth DFV | G     | Riccardo Patrese |     | 10  | KI  | 6   | 6   | KI  | KI  | 2   | 8   | KI  | 9   |     |     |     |     |     | 11*    | 10.*     |
| 1978 | Arrows Racing Team | Ford Cosworth DFV | G     | Rolf Stommelen   |     |     | 9   | 9   | KI  | KI  | 14  | 14  | 15  | NK  | KIZ |     |     |     |     |     | 11*    | 10.*     |

* - 3 pontot az A1-essel szereztek.

## Forráshivatkozások
1. ↑  http://www.grandprix.com/gpe/con-arrow.html